# Walter Frentz

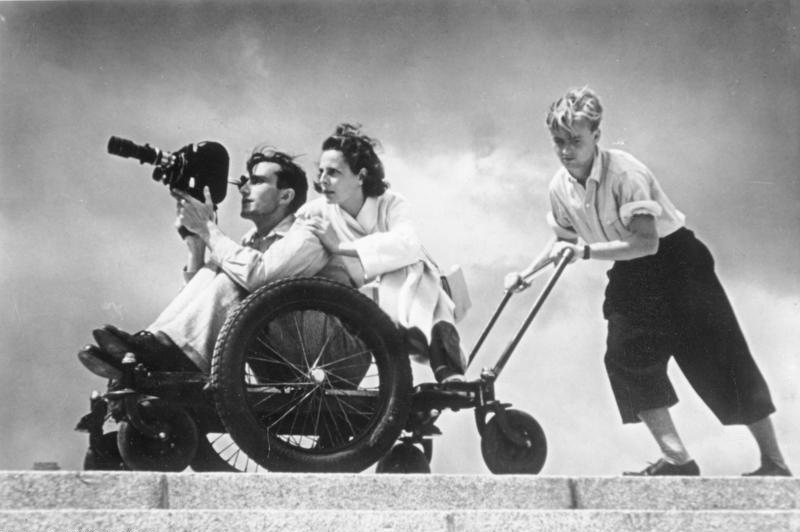
Frentz com Leni Riefenstahl durante as filmagens de Olympia em 1936

Walter Frentz (Heilbronn, 21 de agosto de 1907 — Überlingen, 6 de julho de 2004) foi um  produtor cinematográfico, cinegrafista e fotógrafo alemão.
Frentz esteve diretamente envolvido com a produção de filmes de propaganda nazista durante o regime de Hitler. Esteve junto de Leni Riefenstahl em suas produções. De 1939 até o fim da guerra, ficou encarregado de filmar e fotografar atividades relacionadas ao alto escalão da Alemanha nazista, incluindo eventos com Adolf Hitler.